# Marina Wladimirowna Dewjatowa

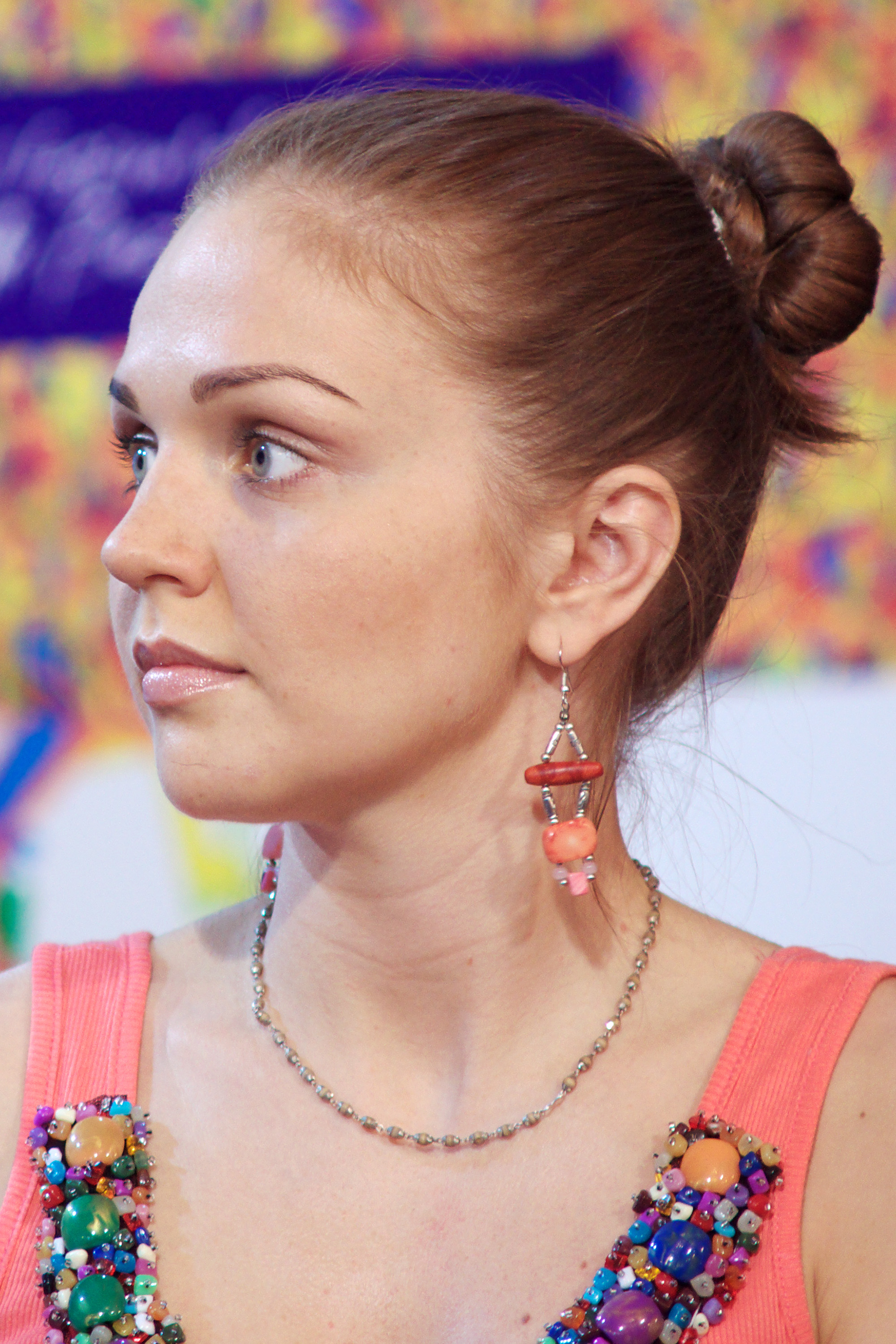
Marina Dewjatowa, 2011

Marina Wladimirowna Dewjatowa (russisch Мари́на Влади́мировна Девя́това; * 13. Dezember 1983 in Moskau) ist eine russische Sängerin, die traditionelle russische Folkmusik in modernen Arrangements vorträgt.

## Laufbahn
Schon früh entdeckten ihre Eltern Marinas musikalische Begabung und schickten sie auf eine Musikschule.
Die Sängerin, die schon oft als „Botschafterin“ russischer Musik im Ausland auftrat, sang am 17. März 2009 vor der britischen Königin Elisabeth II. in London. Weitere Anwesende waren neben der königlichen Familie auch die russischen Staatsoberhäupter Dmitri Medwedew und Wladimir Putin sowie die Staatsoberhäupter von Libyen, Muammar al-Gaddafi, und Kasachstan, Nursultan Nasarbajew.

## Privates
Nachdem Dewjatowa zu einer Krishna-Anhängerin wurde, gab sie das Rauchen und den Alkoholkonsum auf und ernährt sich ausschließlich vegetarisch. Außerdem trägt sie aus Rücksicht auf das Wohl der Tiere keine Pelzmäntel und keine Lederbekleidung mehr.
Im Oktober 2016 heiratete sie Alexei Pigurenko und bekam im Februar 2017 eine Tochter namens Uljana.

## In eigenen Worten
Auf ihrer offiziellen Website erklärt sie ihre musikalische Inspiration und die Liebe zu ihrer Heimat: „Die russischen Volkslieder haben mich mein Leben lang begleitet und so war die Wahl dieses Musikgenres für mich nur folgerichtig. So hochtrabend es auch klingen mag: ich bin glücklich, in Russland geboren und aufgewachsen zu sein; einem Land mit einer schwierigen und Jahrhunderte alten Geschichte, mit seinen Menschen, die alle Prüfungen des Lebens gemeistert haben und über Generationen hinweg das Wichtigste bewahren konnten; ihre Identität und die unendliche Zuneigung zu ihrem Heimatland. Deshalb fühlte ich mich seit frühester Kindheit zu diesen Liedern hingezogen … und verstand durch sie meine Verwandtschaft zu den Menschen, denen ich mich zugehörig fühle. Und heute kann ich mich Stolz sagen, dass ich mich als Repräsentantin der Volkskultur betrachte. … Aber ich verspüre auch ständig das Bedürfnis, noch mehr über diese Kultur zu erfahren, mehr von ihr zu verstehen und meine Erfahrungen mit den Menschen zu teilen. Dabei helfen mir meine zahlreichen Reisen durch das Land. Und ich empfinde immer wieder große Freude darüber, dass auch heute, im hochtechnologisierten Zeitalter des Internets, Volkslieder in Russland immer noch lebendig und bei den Menschen aller Altersgruppen und sozialer Schichten präsent sind.“

## Alben
- 2011: Я счастливая
- 2013: Не думала, не гадала
- 2013: В лунном сиянии
- 2017: Не будите меня молоду...
- 2020: Можно, я буду рядом